# Altamira (Brazylia)
Altamira – miasto i gmina w Brazylii, w stanie Pará. Znajduje się w mezoregionie Sudoeste Paraense i mikroregionie Altamira.
W mieście rozwinął się przemysł spożywczy oraz chemiczny.